# Fjord de l'ouest
La fjord de l'ouest est une race bovine norvégienne. En norvégien, elle se nomme Vestlandsk fjordfe.

## Origine
Elle appartient au rameau des races nordiques. Elle est élevée dans l'ouest de la Norvège, dans une zone de fjords, le long de la côte ouest. Elle a été créée au XIXe siècle à partir d'une population hétérogène autochtone. 
L'effectif en 2001 était de 530 femelles et 30 mâles. 100 % de femelles reproduisent en race pure. Elle bénéficie d'un programme de préservation. En 1995, 15 300 paillettes de semence de 20 taureaux avaient été congelées. 

## Morphologie
Elle porte une robe variable, allant du blanc uni au rouge, gris, noir ou bringué et même pie rouge ou noir. Les muqueuses sont noires. 40 % portent des cornes. 
C'est une race de taille moyenne. La vache mesure 120 cm au garrot et pèse 425 kg. C'est la plus petite race norvégienne.

## Aptitudes
Elle est classée laitière. Elle produit environ 4000 kg de lait par lactation à 4 % de matière grasse, production honorable rapportée à sa taille. Elle est secondairement utilisée pour l'entretien de l'espace rural : elle nettoie les zones où d'autres races souffriraient de l'environnement humide et froid. 